# カール・ギュツラフ

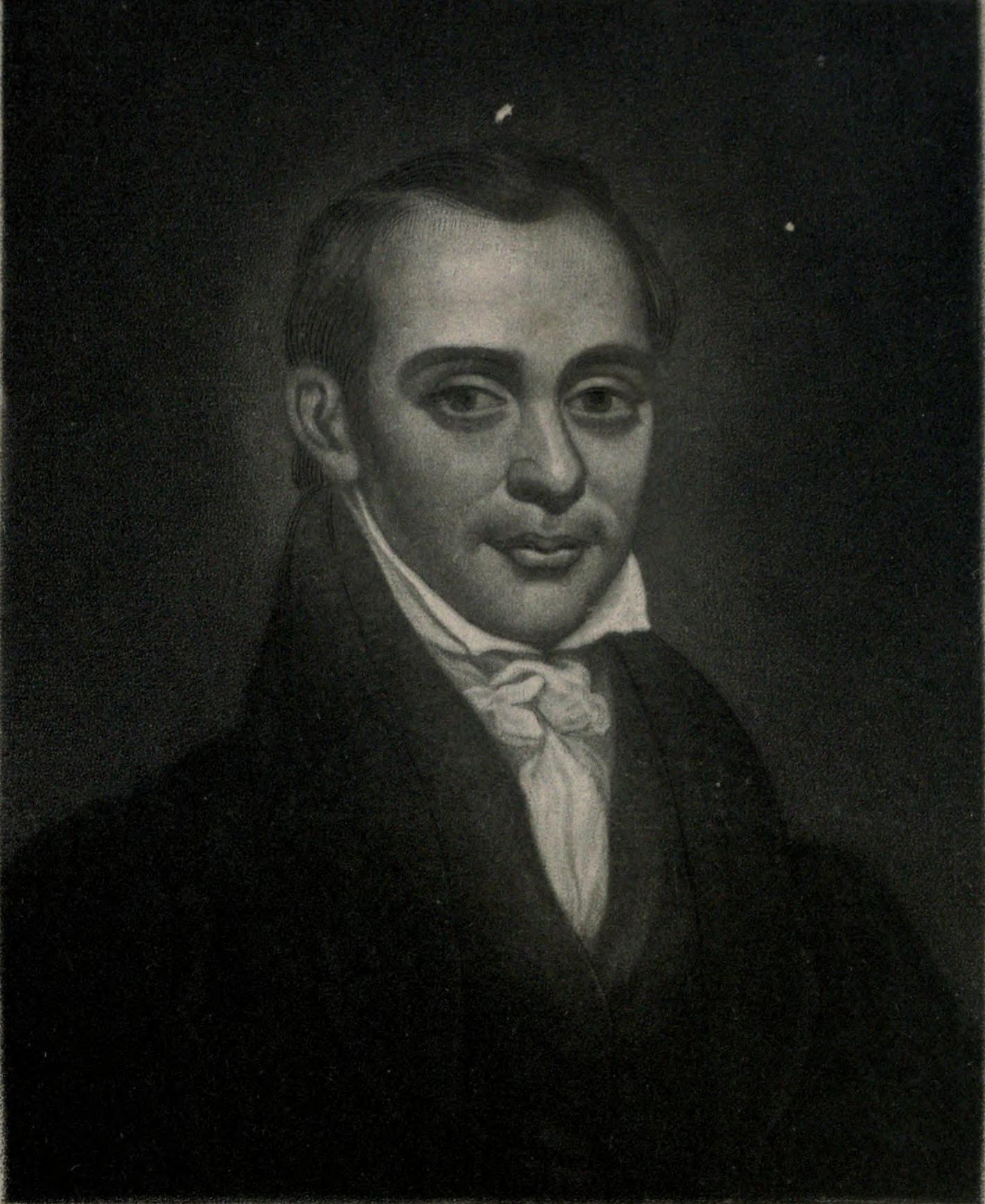
カール・ギュツラフ

カール・フリードリヒ・アウグスト・ギュツラフ（Karl Friedrich August Gützlaff、1803年7月8日 - 1851年8月9日）は、中国で活躍したドイツ人宣教師である。日本ではとくに、聖書を日本語に翻訳した人物として知られる。ギュツラフの訳は現存する最古の日本語訳聖書である。
名前は英語風にチャールズ・グツラフ(ガツラフ、Charles Gutzlaff)と表記されることもある。中国名ははじめ郭士立(Guō Shìlì, Gwok3 Si6 laap6)、のち郭実臘(Guō Shílà, Gwok3 Sat6 laap6)。

## 生涯
1803年プロイセン領ポメラニア地方のピーリッツ（今のポーランド領ピジツェ）に生まれた。ベルリンにあるモラヴィア兄弟団のヨハネス・イェニケの学校で学び、1823年に卒業した。イギリスで、一時帰国中のロバート・モリソンにあってその感化を受け、中国宣教を目指した。
1826年に牧師按手を受け、オランダ伝道協会(NZG)の宣教師としてバタヴィアに派遣された。そこでウォルター・ヘンリー・メドハーストに会い、またマレー語と中国語を学んだ。ギュツラフはシンガポール、ボルネオ島、シャム、スマトラ島などで宣教活動を行った。1828年に新約聖書を部分的にタイ語に翻訳し、1834年にシンガポールで出版された。
オランダ伝道協会がギュツラフを中国に派遣することを拒んだため、1828年にギュツラフは協会から脱退した。
1829年にギュツラフはマラッカでイギリス人女性メアリー・ニューウェルと結婚したが、メアリーは若くして死んでしまった。ギュツラフは1834年にハリー・パークスのいとこにあたるメアリー・ウォンストールと再婚した。2番目の妻はマカオで盲人教育を行ったが、1849年に死亡した。
ギュツラフは1830年代はじめに中国各地の沿岸を訪れて、そこで宣教の書物を配った。このときのことを旅行記『Journal of Three Voyages』として発表した。特に1832年に、イギリス東インド会社によるロード・アマースト号での航海で上海を探検していることは有名である。
1834年にモリソンが死ぬと、その子のジョン・ロバート・モリソン、メドハースト、イライジャ・コールマン・ブリッジマンと共同でモリソン訳の聖書の改訂を行った。しかし英国外国聖書協会はこの改訂を認めず、新約と旧約のヨシュア記まで翻訳したところで共同作業は中断し、残りはギュツラフがひとりで翻訳した。この版は太平天国で使われた。

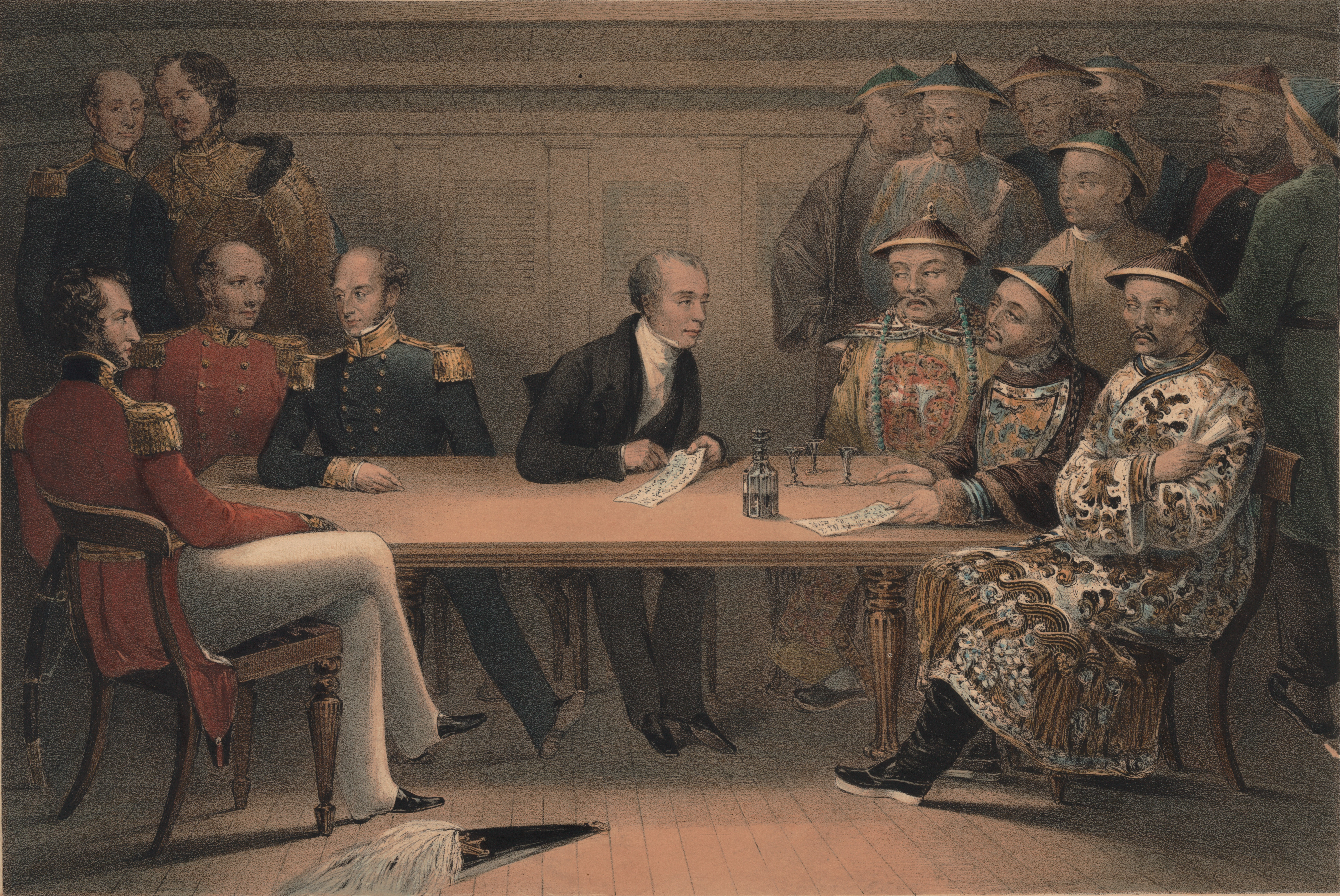
アヘン戦争中に清とイギリスの交渉の通訳をするギュツラフ（中央）

ギュツラフはイギリス東インド会社の通訳の職につき、アヘン戦争時にはイギリスが清と南京条約を結ぶために努力した。戦後は香港に住んだが、中国国内にキリスト教を広めるためには中国人宣教師を育てなければならないと考えて、1844年に福漢会(Chinese Union)を創立した。福漢会は急激に成長し、ギュツラフは資金援助を得るために1849年にヨーロッパを訪れたが、その留守をあずかっていたテオドール・ハンバーグが会の経営に疑問を持って調査を行ったところ、200人のうち50人がアヘン喫煙者であり、80人は名前や住所を偽っていることが判明した。ギュツラフは1850年に香港に戻ったのちに福漢会をたてなおそうとしたが、翌年没した。

### 東アジアとの関係
ギュツラフは朝鮮、台湾、日本にも関心を持ち、1832年から1833年にかけて、船旅をして鎖国中の日本にも入国を試みたが実現しなかった。
1832年7月には朝鮮の黄海道長淵郡の鹿島（ノクト）に停泊し、さらに南下して、忠清南道論山の官吏に英国との通商を求めた書簡を伝達した。その後は済州島沖を通過して、同年8月には、琉球王国の那覇に寄港した。ギュツラフ一行の臨海寺の近くに上陸した。その時集まった民衆と役人に、漢訳聖書を配布した。琉球王尚氏に、三冊の漢訳聖書を贈呈した。
中国に戻ったギュツラフは、日本人の三人の漂流漁民(音吉、岩吉、久吉)を引き取り、日本語を学んだ。ヨハネによる福音書を翻訳した『約翰福音之伝』とヨハネ書簡3通を翻訳した『約翰上中下書』をシンガポールで出版した。これらは近代プロテスタントによる最初の日本語訳であり、断片を除けば現存最古の日本語訳聖書である。
1837年7月にギュツラフとサミュエル・ウィリアムズ宣教師らはモリソン号に乗り、音吉ら3人と、薩摩の漂流民4人（庄蔵、寿三郎、熊太郎、力松）を合わせた、漂流民7人を送り届ける目的で日本上陸を試みた。しかし、異国船打払令により幕府側が砲撃をしたので、やむを得ず引き返した。これが、モリソン号事件である。
アヘン戦争後、日本、朝鮮、シャム、安南（現ベトナム）との今後の展望について、上官である香港総督に上申書を提出している。日本に関しては、長崎のオランダ商館に滞在した人物・シーボルトらの記録や、広東・マカオで発行された月刊誌『中国叢書』などから情報を蓄積しており、これを土台に次のような分析と展望をおこない、平和的な使節を送るべきと説いた。
日本が鎖国をしなかったなら、日本はアジア最大の航海者にして貿易商人であったろう。オランダを通じて世界中の情報を手に入れており、大衆の意思に反する鎖国政策を撤回させることはさほど困難ではない。日本は文明的な国で、イギリスの産物を消費するであろう。日本人は対英貿易の利益を理解できる明瞭な思考力を持っている。外国言語や科学的発明に関心が高い。中国人ほど嘘をつかない。合意した内容は守られるはずである。

## 主な著書
- The Journal of Two Voyages. London/New York. (1833)（1831年と1832年の中国旅行について）
- Journal of Three Voyages. London/New York. (1834)（上の旅行記に1833年の旅行を加えて改訂したもの）
- A Sketch of Chinese History. London/New York. (1834)
- China Opened. London. (1838)
- The Life of Taou-Kwang, Late Emperor of China. London. (1852)（没後に出版、道光帝について）

ギュツラフは1833年に広州で中国語の月刊誌『東西洋考毎月統記伝』を創刊した（のちにシンガポールに移動）。

## 栄誉
香港にはギュツラフの名を冠した通り（Gutzlaff Street, 吉士笠街 Gat1 si6 lap1 gaai1）がある。

## 影響
ギュツラフは伝道協会から独立して宣教活動を行った。このことはリヴィングストンやハドソン・テーラーのチャイナ・インランド・ミッションに直接影響を与えた。シュヴァイツァーらも独立して宣教活動を行った。